# Дарма и Грег
Дарма и Грег је америчка серија ситуације комедије емитована од 24. септембра 1997. до 30. априла 2002. године. У главним улогама играју Џена Елфман и Томас Гибсон који глуме Дарму и Грега Монтгомерија, пар који се венчао на првом састанку и за који важи правило супротности се привлаче.

## Главни ликови
Дарма Фридом Монтгомери, дев. Финклстин (Џена Елфман), Грегова жена чији су родитељи хипици. Пуна енергије, добре је душе, није злопамтило. Дарма подржава Грега у свему што њега чини срећним, а не занимају је ствари попут политике или новца. С обзиром на то да је школована код куће од стране родитеља Еби и Лерија, није сувише образована, те је о термодинамици и ветровима учила када је путовала балоном са својим родитељима у Мексико.
Грегори 'Грег' Клифорд Монтгомери (Томас Гибсон), адвокат, Дармин муж. Потпуно другачији од своје супруге, цео живот је васпитан да се понаша уштогљено, у складу са високим положајем своје породице у друштву. Иако у браку са Дармом нису увек цветале руже, Грег никада није показао кајање због тога што се оженио Дармом на њиховом првом састанку.
Катарина 'Кити' Монтгомери, Грегова мајка, сноб. Не подноси Дарму и често се труди да се ова осећа непријатно. Дарма на то узвраћа на „специјалан“ начин, те се, примера ради, нека од забава Грегове мајке претвара у тотални фијаско.